# Karl Friedrich Schimper

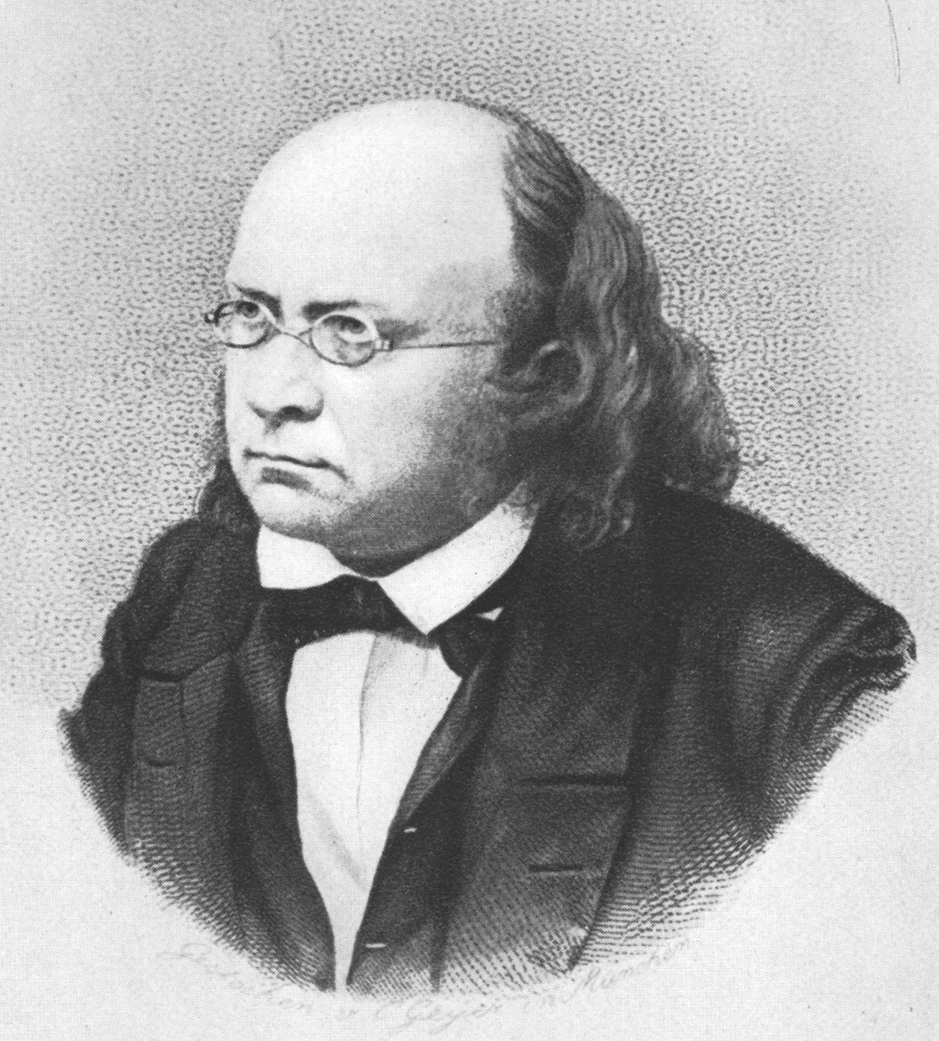
Karl Friedrich Schimper

Karl Friedrich Schimper (* 15. Februar 1803 in Mannheim; † 21. Dezember 1867 in Schwetzingen) war ein deutscher Naturforscher, Botaniker, Geologe und Privatgelehrter. Er ist Mitentdecker der pleistozänen Eiszeit, Entdecker des Faltenbaus der Alpen und Wegbereiter der Paläoklimatologie. Sein offizielles botanisches Autorenkürzel lautet „K.F. Schimp.“

## Biographie
Karl Friedrich Schimper gehörte einer aus der Rheinpfalz stammenden Familie an. Seine Eltern waren Friedrich Ludwig Heinrich Schimper (1771–1823) (Geometer und Lehrer der Mathematik in Buchsweiler (Elsaß)) und dessen Ehefrau Margarethe von Furtenbach (* 4. April 1785; † 26. Januar 1833), Tochter von Jobst Wilhelm von Furtenbach (* 8. Juni 1738; † 14. Februar 1819) und Margarethe Dorothea Pestel (* 14. Februar 1749; † 27. April 1819).
Sein Bruder Wilhelm Schimper (1804–1878) war Naturwissenschaftler, der botanische Sammelreisen unter anderem nach Nordafrika unternahm. Beide waren Vettern des Bryologen und Phytopaläontologen Wilhelm Philipp Schimper (1808–1880), dessen Sohn Andreas Franz Wilhelm Schimper (1856–1901) ein berühmter Pflanzengeograph war.
Schimper konnte nur mit Hilfe von Freunden der unbemittelten Familie das Gymnasium besuchen. Sein Fleiß und die geistige Begabung verschafften ihm nach Abschluss des Gymnasiums im Jahr 1822 ein Stipendium zum Studium der Theologie an der Universität Heidelberg. Wegen seines größeren Interesses an den Naturwissenschaften, insbesondere der Botanik, verließ er aber nach zwei Jahren Heidelberg und reiste im Auftrag einer Aktiengesellschaft zur Sammlung von Pflanzen nach Südfrankreich und in die Pyrenäen. Im Herbst 1825 zurückgekehrt war er mit der Bestimmung und dem Versand der gesammelten Pflanzen an die Aktionäre beschäftigt. Im Herbst 1826 ging er wieder nach Heidelberg, diesmal um Medizin zu studieren. Die Mittel dafür erwarb er sich unter anderem durch Privatunterricht. Aber auch diese Fachrichtung fesselte ihn nicht wirklich, er betrieb vielmehr eigene vielfältige naturwissenschaftliche Studien. Dabei zeigte sich bereits die für seinen weiteren Lebensweg so charakteristische Unstetigkeit, ständig neue Gebiete der Forschung in Angriff zu nehmen, aber nie zu beenden und die Ergebnisse zu publizieren. In Heidelberg entwickelte sich ein Freundschaftsverhältnis mit dem Botaniker Alexander Braun und dem Zoologen Louis Agassiz, das mit dem Wechsel zur Universität München im Jahr 1828 weiter bestand, aber später auf verhängnisvolle Weise zerbrach. 1829 wurde er von der Philosophischen Fakultät der Universität Tübingen „in absentia“ zum Dr. med. promoviert. In München informierte er über seine Forschungen vor allem in Vorträgen und fand dabei die Unterstützung so berühmter Persönlichkeiten wie Friedrich Schelling und Lorenz Oken. Zu seinen Hörern zählten unter anderen der Embryologe Ignaz Döllinger, der Arzt Johann Ringeis und die Botaniker Carl Friedrich Philipp von Martius, Joseph Gerhard Zuccarini und Otto Sendtner.
Im zweiten Teil der 1829 und 1830 veröffentlichten Arbeit über die Pflanzengattung Symphytum publizierte er erste Informationen über die von ihm festgestellten Gesetzmäßigkeiten der Blattstellung, die einen großen Widerhall in der Fachwelt fanden. Die neuen Erkenntnisse wurden sogleich von Alexander Braun unter Bezug auf Schimper, aber offensichtlich ohne ihm das Manuskript zur Kenntnis zu geben, auf die Stellung der Schuppen bei den Tannenzapfen angewandt. Schimper dagegen hielt erst 1834 wieder Vorträge darüber. Er konnte sich aber trotz Mahnungen von Braun nicht zu einer umfassenden Publikation durchringen und soll gemeint haben, dieser könne ja eine Zusammenstellung anfertigen. Unter ausdrücklichem Bezug auf die Urheberschaft von Schimper publizierte Braun daraufhin eine Zusammenfassung der Vorträge. Dass er ihm allerdings das Manuskript vor dem Druck nicht zur Kenntnis gegeben hatte, löste den heftigen Unwillen Schimpers aus. Auch die Entschuldigung von Braun besänftigte ihn nicht und es kam zum vollständigen Bruch. Diese Reaktion belegt weitere ungünstige Charaktereigenschaften, wie in Briefen seines Vetters Wilhelm Philipp Schimper aufgezeigt (Götz 1980: S. 26 ff.). Die festgestellten Gesetzmäßigkeiten der Blattstellung haben heute noch Bestand in der Wissenschaft, sie werden meist als Schimper-Braunsche Blattstellungslehre bezeichnet.
In den Jahren 1835 bis 1836 hielt Schimper in München auch Vorträge über „Weltsommer und Weltwinter“, in denen er Vorstellungen über Zeiten einer Vereisung entwickelte und unter anderem die Verschleppung erratischer Blöcke ins Vorland der bayerischen Alpen auf die Zeit des „Weltwinters“ verlegte. Möglicherweise regte ihn dafür die 1832 in einer renommierten Zeitschrift erschienene Publikation von Albrecht Reinhard Bernhardi an. Belege dafür fehlen, aber diese wegweisende Arbeit wurde auch von keinem anderen erwähnt. 1836 nahm er an der 21. Jahresversammlung der Allgemeinen Schweizerischen Gesellschaft für die Gesammten Naturwissenschaften in Solothurn teil, lernte dort unter anderem die Gletscherforscher Franz Joseph Hugi und Johann von Charpentier kennen, wohnte vier Monate bei Charpentier in Bex im Kanton Waadt und wurde mit der heftig diskutierten ehemals viel größeren Vergletscherung der Alpen und der Problematik der erratischen Blöcke auf dem Jura-Gebirge bekannt. Vom Dezember 1836 bis Mai 1837 weilte er bei seinem Freund Louis Agassiz aus Münchener Tagen in Neuenburg. Für Agassiz hatte auf Empfehlung von Alexander von Humboldt 1832 der Fürst von Neuenburg, der König von Preußen (Friedrich Wilhelm III. (Preußen)), am Lyceum (ab 1838: Académie de Neuchâtel) eine Professorenstelle eingerichtet. Bei seinen ausgedehnten Wanderungen fand Schimper an mehreren Stellen, so bei Le Landeron am Bielersee und auch bei Olten, Gletscherschliffe als untrügliche Zeichen, dass das gesamte Schweizer Mittelland bis auf die Höhen des Jura-Gebirges ehemals durch Eis erfüllt war. In der ihm eigenen poetischen Art, ein Schwerpunkt seines Schaffens waren Gedichte, verfasste er über diese Erkenntnis die Ode „Eiszeit“ und verteilte diese am 15. Februar 1837. Zur Bekanntgabe auf der 22. Jahresversammlung der Allgemeinen Schweizerischen Gesellschaft für die Gesammten Naturwissenschaften im Juli 1837 in Neuenburg, an der er nicht teilnehmen konnte, schickte er arglos einen umfangreichen Brief über die Entdeckung an Louis Agassiz. Dieser erkannte die Tragweite der Entdeckung und nahm sich der Sache an. Als Präsident der Gesellschaft trug er nur einen später auch publizierten Ausschnitt vor und entwickelte im Eröffnungsvortrag eine eigene, offensichtlich in großer Eile entworfene Hypothese (→Quartärforschung) und erwähnte danach Schimper nicht mehr. Schimper konnte den übersteigerten Prioritätsstreit nicht gewinnen, dazu war Agassiz viel zu eloquent und weltgewandt. Der Totgeschwiegene kämpfte trotzdem weiter und übergab mit Unterstützung seines Vetters Wilhelm Philipp Schimper 1842 auf dem Congrès scientifique de France in Strasbourg eine „Erwiderung und Aufklärung“ mit genauen chronologischen Angaben über die Geschichte seiner Entdeckung. Dies hatte aber eine negative Auswirkung und brachte ihn in der Fachwelt in Verruf (Götz 1980: S. 28).
Im Frühjahr 1840 beauftragte Kronprinz Maximilian von Bayern Schimper mit der geologischen Untersuchung der Alpen und der bayerischen Pfalz. Seine Forschungen führten ihn zu der grundlegenden Erkenntnis, dass die Alpen nicht, wie Leopold von Buch lehrte, durch eine plötzliche Erhebung von unten her entstanden sein konnten, sondern durch einen Horizontaldruck, der zur Faltenbildung führte. Einen Zwischenbericht über die wichtigsten Ergebnisse sandte er an die Versammlung der Gesellschaft der deutschen Naturforscher und Ärzte, die im September 1840 in Erlangen tagte. Pikanterweise las diesen Brief der anwesende Leopold von Buch vor. Dessen Reaktion darauf war entsprechend, denn Buch war dafür bekannt, dass er keine andere Meinung zuließ. Fünfunddreißig Jahre später griff Eduard Suess in seinem grundlegenden Werk Die Entstehung der Alpen auch auf die Erkenntnisse von Schimper zurück. Schimper erwähnte er nicht einmal, obwohl ihm dessen Publikation in einer der wichtigsten Zeitschriften nicht entgangen sein konnte.
Das Jahr 1842 wurde zum Schicksalsjahr für Schimper. Nach Streit über den ausstehenden Bericht zur geologischen Untersuchung in den Alpen kam es zum Bruch mit dem bayerischen Staat. Er konnte seine Hoffnungen auf eine Anstellung begraben und verlor alle Einkünfte. Als Privatgelehrter kehrte er nach Mannheim zurück und konnte sich nur mit Mühe durch Unterrichtserteilung am Leben erhalten. Erst ab 1845 bekam er vom Großherzog Leopold von Baden eine kleine Pension. Er begann mit physiologischen Untersuchungen an Moosen. Er entdeckte die kapillare Wasserleitung der Laubmoose und studierte die Wachstumsrichtung der Moose, wobei er Begriffe wie Hyponastie, Epinastie und Diplonastie entwickelte und auch mit seinem Vetter Wilhelm Philipp Schimper heftigen Streit suchte (Götz 1980: S. 30). Seine Beschäftigung mit Flussströmungen, deren Untersuchung er als „Rhoologie“ bezeichnete (heute als Disziplinbegriff nicht mehr gebräuchlich), führte ihn auf Gesetzmäßigkeiten in Gestalt und Anordnung der Flussgerölle bei der Erforschung des Vorzeitklimas. Sein Werk „Über die Witterungsphasen der Vorwelt“ (1843) ist eine Pionierarbeit zur Paläoklimatologie. Ab 1849 lebte Schimper weiterhin in ärmlichen Verhältnissen und ohne Anstellung in Schwetzingen, konnte aber im Schwetzinger Schloss wohnen. Er hielt Vorträge auf Naturforscherversammlungen u. a. in Jena (1854/55), Göttingen (1854), Bonn (1857), Karlsruhe (1858) und Stettin (1863).

## Mitgliedschaft und Ehrungen
- 1835 wurde er zum Mitglied der Deutschen Akademie der Naturforscher Leopoldina gewählt.[13]
- Nach ihm wurde der Schimper-Gletscher im ostantarktischen Coatsland benannt.
- Nach Schimper wurde die Karl-Friedrich-Schimper Gemeinschaftsschule in Schwetzingen benannt.
- In Mannheim wurde die Schimperstraße nach ihm benannt.[14] Außerdem wurde er mit einer Bronzeplatte in der „Meile der Innovationen“ beim Mannheimer Schloss geehrt.[15]

## Schriften
- Beschreibung des Symphytum Zeyheri und seiner zwei deutschen Verwandten der S. bulbosum Schimp. und S. tuberosum Jacq. 1. Teil. Heidelberg 1829[1]
- Beschreibung des Symphytum Zeyheri und seiner zwei deutschen Verwandten der S. bulbosum Schimp. und S. tuberosum Jacq. 2. Teil. Heidelberg 1830[2]
- Zu den Erläuterungen des Herrn Prof. Dr. Braun. Regensburg 1835[5]
- Auszug aus dem Vortrage des Herrn Dr. C. F. Schimper aus München in der botanischen Section. Solothurn 1937[8]
- Über die Eiszeit. Neuchâtel 1837[9]
- Gedichte von Karl Schimper. Enke, Erlangen 1840, S. VI, 1–347 (Digitalisat).
- Über die bayerischen Kalkalpen. Erlangen 1841[11]
- Über die Witterungsphasen der Vorwelt. Entwurf zu einem Vortrage bei Gelegenheit der zehnten Stiftungsfeier und Generalversammlung des Mannheimer Vereins für Naturkunde. Schmelzer, Mannheim 1843.
- Gedichte von Karl Schimper 1840–1846. Hoff, Mannheim 1847, S. 1–352 (Digitalisat).
- Wasser und Sonnenschein oder: Die Durchsichtigkeit und der Glanz der Gewässer. In: Festschrift der naturforschenden Gesellschaft zu Emden herausgegeben in Veranlassung der Jubelfeier ihres 50jährigen Bestehens. Hahn, Emden 1864, S. 37–66 (Digitalisat).
- Eintheilung und Succession der Organismen (Vortrag, gehalten im Winter 1834/35 zu München). In: Jahresbericht des Mannheimer Vereins für Naturkunde.  50. Jahresbericht. Walther, Mannheim 1885, S. 1–36 (Digitalisat).